# Kecskéd
Kecskéd là một thị trấn thuộc hạt Komárom-Esztergom, Hungary. Thị trấn này có diện tích 11,08 km², dân số năm 2010 là 1978 người, mật độ 179 người/km².